# Elaeodopsis
Elaeodopsis là một chi bướm đêm thuộc họ Noctuidae.

## Loài
- Elaeodopsis girardi Laporte, 1972
- Elaeodopsis loxoscia Prout, 1927
- Elaeodopsis rougeoti (Laporte, 1970)
- Elaeodopsis turlini Laporte, 1978